# Michelle Martin (affaire Dutroux)
Pour les articles homonymes, voir Michelle Martin et Martin.

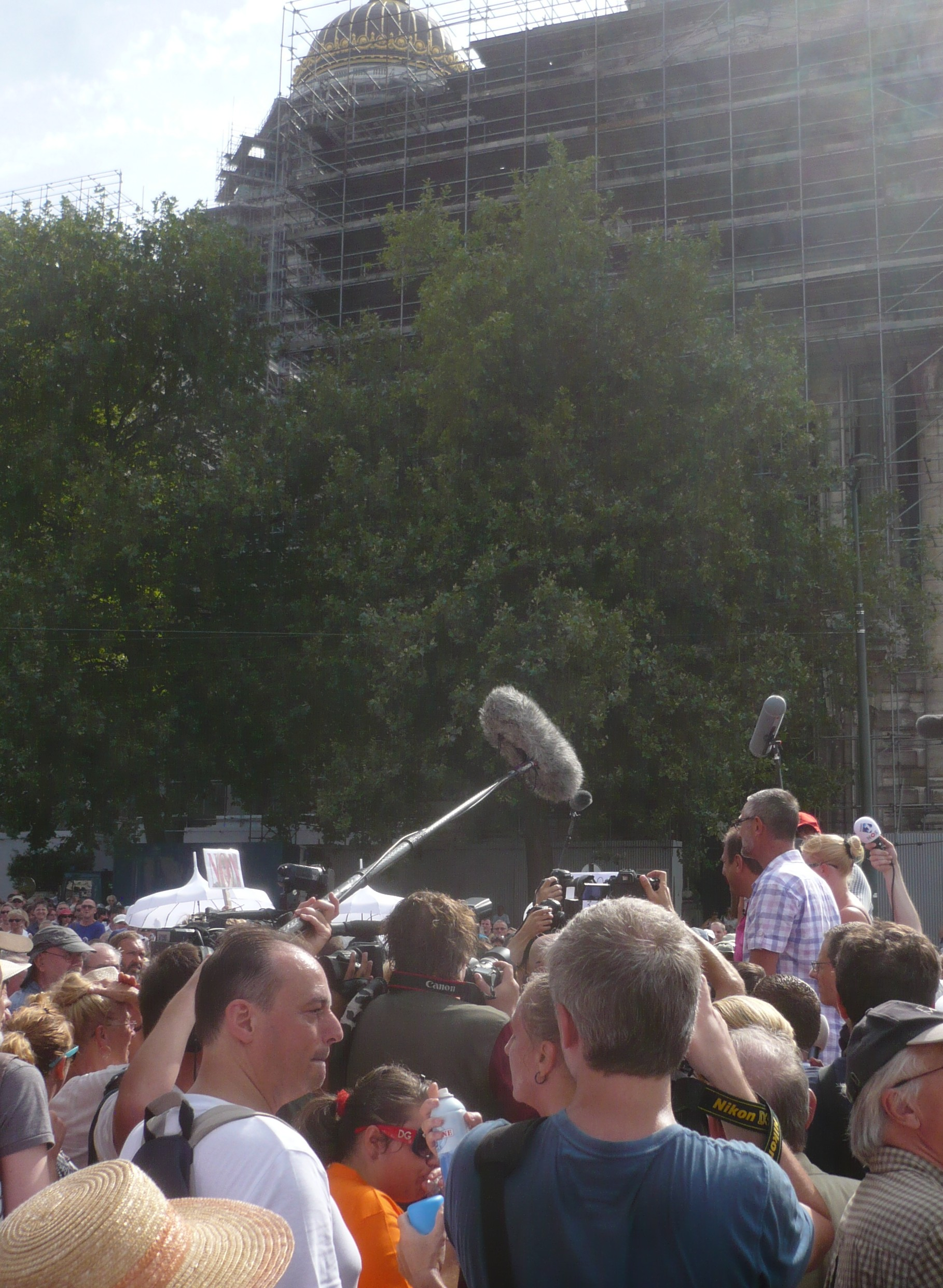
Manifestation contre la libération de Michelle Martin en 2012.

Michelle Martin, née le 15 janvier 1960 à Waterloo, est une ancienne institutrice belge, connue pour avoir été la femme et la complice de Marc Dutroux dans « l'affaire Dutroux », qui connaît un retentissement international en 1996.
Elle est arrêtée en 1996 et condamnée en 2004 à 30 ans d'emprisonnement. Dans le cadre d'une libération conditionnelle en 2012, elle est hébergée au sein d'un couvent de religieuses avant d'être accueillie à Floreffe par un ancien juge. En 2020, elle est diplômée en droit et cherche un emploi.

## Biographie
Fille unique d'un couple dont le père est employé aux chemins de fer et la mère employée dans une entreprise de Waterloo, son enfance bascule le 12 février 1966. En ce jour de fête, son père la conduit à l'école. Elle s'aperçoit qu'elle a oublié son masque de carnaval à la maison. Énervé car il doit faire demi-tour pour aller chercher le masque, il perd le contrôle de sa voiture sur le verglas. Il est tué sur le coup tandis que la fillette est blessée. Sa mère la tient pour responsable de cette mort et l'emprisonne affectivement.
Michelle Martin obtient un diplôme d'institutrice en 1981 et, la même année, rencontre à la patinoire de Forest Marc Dutroux qui la libère de l'emprise de sa mère. Dès 1983, elle partage sa vie et devient son épouse en 1988. Ils auront trois enfants. En 1989, elle est condamnée une première fois à 5 ans de prison pour complicité dans l'enlèvement et le viol de jeunes filles mineures commis par Marc Dutroux, mais n'en purgera que deux. En 2003, elle divorce de Marc Dutroux.

### Condamnations dans le cadre de l'affaire Dutroux
Elle a été condamnée le 22 juin 2004 à 30 années de prison par la cour d'assises de Luxembourg pour les faits relatifs à l'affaire Dutroux, c'est-à-dire les enlèvements, séquestrations, viols et meurtres de mineurs (notamment pour sa participation à la séquestration de six fillettes et adolescentes, An Marchal, Eefje Lambrecks, Julie Lejeune, Mélissa Russo, Sabine Dardenne et Laetitia Delhez), avec la circonstance aggravante, pour Julie et Mélissa, que la détention a été accompagnée de tortures ayant entraîné la mort (pour avoir laissé mourir de faim Mélissa Russo et Julie Lejeune dans la cave de leur maison à Marcinelle pendant que Marc Dutroux était en prison).
En 2004, également, elle a été condamnée comme coauteur du viol par Marc Dutroux de la citoyenne slovaque Yancka Mackova, mineure au moment des faits. Elle a en effet versé dans la tasse de café de Mackova le neuroleptique haldol qui a endormi la victime.

### Plainte pour organisation d'insolvabilité
En août 2012, alors que la polémique sur sa libération fait rage, la question de l'absence d'indemnisation des victimes met en lumière le fait que la mère de Michelle Martin, décédée en 2000, avait légué par testament tous ses biens à ses petits-enfants et non à sa fille, qui avait quant à elle renoncé à sa part réservataire (soit la moitié vu qu'elle était fille unique).
Jean Lambrecks, père d'Eefje, une des victimes de l'affaire Dutroux, estime que Michelle Martin a de la sorte organisé son insolvabilité de manière frauduleuse, ce qui est un délit punissable de deux ans de prison et pourrait donc remettre en cause la libération conditionnelle de Martin en la renvoyant en prison. Dès lors, le 21 août 2012, il dépose une plainte contre Michelle Martin pour insolvabilité frauduleuse. Alors que certains analystes considèrent que la plainte a peu de chance d'aboutir, le parquet de Bruxelles ouvre, le 22 décembre 2012, une enquête sur le patrimoine de Michelle Martin afin de déterminer si elle n'a pas des moyens dissimulés.

### Libération anticipée
Michelle Martin a été libérée de prison le 28 août 2012 et a rejoint le couvent des sœurs clarisses à Malonne, près de Namur.
Parmi les conditions de sa libération conditionnelle, on peut citer l'obligation d'éviter tout contact avec les médias.
L'annonce de sa libération anticipée a provoqué de nombreuses manifestations d'opposants avant sa libération conditionnelle, dont celle du député fédéral Laurent Louis ou du mouvement Nation le 1er septembre.
Le soir de sa libération au 28 août 2012, plusieurs centaines de manifestants encerclaient le couvent de Malonne, criant des slogans très hostiles à Michelle Martin.
Le même soir, le député flamand Jurgen Verstrepen (ex-LDD et ex-VB) suggère, sur Twitter, d'engager un tueur à gages pour supprimer l'ex-épouse de Dutroux : « Si nous nous cotisons (cotisation publique), nous pouvons trouver un Albanais et le payer pour qu'il zigouille Michèle Martin »; « Nettoyée à peu de frais, beaucoup moins cher que de garder un couvent ».
Le 29 août 2012, l'écrivain Xavier Deutsch cosigne une carte blanche dans La Libre Belgique intitulée « Michelle Martin, vous n'êtes pas seule » dans laquelle il souligne, à propos de la libération anticipée de Michelle Martin, que « la justice doit s’exercer de manière impartiale, à l’abri de toute pression ». Les signataires de cette carte blanche s'adressent aussi directement à Michelle Martin : « Nous voulons dire à Michelle Martin qu'elle non plus n'est pas seule. Nous croyons à la possibilité de reconstruction pour chacun et, si tel est son projet, nous sommes à ses côtés. ».
Le 30 août, le père Gabriel Ringlet s'exprime, lors d'un entretien accordé à La Libre Belgique, en faveur de cette libération conditionnelle, expliquant que « si notre société se veut encore démocratique […] elle doit absolument résister à la tentation d’une justice d’exception ».
Le 15 et le 16 octobre, deux lettres contenant de la poudre blanche suspecte arrivent au couvent de Malonne, la première adressée aux Clarisses et la deuxième adressée à Michelle Martin elle-même. Les deux enveloppes ont été saisies pour être analysées par le laboratoire de la police fédérale afin de déterminer si elles contiennent de l’anthrax (ou bacille du charbon). Le 18 octobre, le procureur du Roi de Namur annonce que les résultats sont négatifs pour la première enveloppe.
Le 18 octobre 2012, le Tribunal d'application des peines de Mons autorise une entrevue entre Michelle Martin et Jean-Denis Lejeune.
Le 16 novembre 2012, en début de soirée, l'entrevue entre Michelle Martin et Jean-Denis Lejeune a eu lieu pendant près de quatre heures, en la présence de médiateurs. 
Il a été constaté une recrudescence des apostasies au sein de l'Église catholique, à la suite de l'accueil de Michelle Martin dans un couvent.
À la suite du déménagement des sœurs Clarisses de Malonne vers Bruxelles en mars 2015, Michelle Martin est hébergée par l'ancien juge Christian Panier.

## Documentaire télévisé
- Devoir d'enquête, premier reportage : Faut-il brûler Michelle Martin ?, diffusé le 26 septembre 2012 et le 29 mai 2013 sur la Une (RTBF).